# Li Bin (Tischtennisspielerin)
Li Bin (chinesisch 李斌 / 李斌, Pinyin Lǐ Bīn; * 31. Mai 1988 in Peking) ist eine ehemalige ungarische Tischtennisspielerin chinesischer Herkunft. Mit der Mannschaft wurde sie 2007 Europameister. Sie ist Rechtshänderin und verwendet als Griff die europäische Shakehand-Schlägerhaltung.

## Karriere
Bereits in ihrer Jugend zählte Li zu den besten Spielerinnen ihres Landes. Im Jahr 2003 wurde sie Schüler-Europameisterin sowie 2004 im Mixed. Beim selben Event gewann die gebürtige Chinesin zweimal Silber mit der Mannschaft und zweimal Bronze. Mit dem Budapester Verein Statisztika Petőfi SC wurde sie von 2003 bis 2008 zwei Mal ungarischer Mannschaftsmeister. 2008 wechselte sie in die deutsche Bundesliga zum TuS Bad Driburg, wo sie bis mindestens 2010 blieb.
An ihrem ersten Erwachsenen-Turnier nahm sie 2006 teil. So konnte Li bei ihrer ersten Weltmeisterschaft mitspielen, das Team Ungarns erreichte das Viertelfinale.
2007 konnte Li mit dem Team Bronze beim World Team Cup holen. Bei der Europameisterschaft im selben Jahr schied sie zwar im Einzel, Doppel und Mixed früh aus, sicherte sich jedoch die Goldmedaille im Mannschaftswettbewerb.
Im Jahr 2008 nahm Li Bin noch an der EM teil, wo sie mit dem Team den 2. Platz erreichte, sowie an der WM, bei welcher erneut im Viertelfinale Endstation war.
Im Januar 2013 wurde sie das letzte Mal in der ITTF-Weltrangliste geführt und trat danach international nicht mehr in Erscheinung.

## Turnierergebnisse
| Verband | Veranstaltung               | Jahr | Ort            | Land | Einzel        | Doppel        | Mixed         | Team          |
| ------- | --------------------------- | ---- | -------------- | ---- | ------------- | ------------- | ------------- | ------------- |
| HUN     | Weltmeisterschaft           | 2008 | Guangzhou      | CHN  |               |               |               | Viertelfinale |
| HUN     | Weltmeisterschaft           | 2006 | Bremen         | GER  |               |               |               | Viertelfinale |
| HUN     | Europameisterschaft ETTU    | 2008 | St. Petersburg | RUS  | letzte 64     | letzte 64     |               | 2             |
| HUN     | Europameisterschaft ETTU    | 2007 | Belgrad        | SRB  | letzte 64     | letzte 16     | letzte 64     | 1             |
| HUN     | Pro Tour                    | 2012 | Panagjurishte  | BUL  | letzte 64     | letzte 16     |               |               |
| HUN     | Pro Tour                    | 2010 | Warschau       | POL  | letzte 64     | letzte 32     |               |               |
| HUN     | Pro Tour                    | 2010 | Budapest       | HUN  | letzte 16     | letzte 32     |               |               |
| HUN     | World Team Cup              | 2007 | Magdeburg      | GER  |               |               |               | 3             |
| HUN     | Jugend-Weltmeisterschaft    | 2006 | Kairo          | EGY  | letzte 16     | letzte 32     | Viertelfinale | 3             |
| HUN     | Jugend-Weltmeisterschaft    | 2005 | Linz           | AUT  | letzte 32     | letzte 16     | letzte 32     | 2             |
| HUN     | Jugend-Weltmeisterschaft    | 2004 | Kōbe           | JPN  | letzte 32     | letzte 16     | Viertelfinale |               |
| HUN     | Jugend-Europameisterschaft  | 2006 | Sarajevo       | BIS  | Halbfinale    | Viertelfinale | letzte 16     | 3             |
| HUN     | Jugend-Europameisterschaft  | 2005 | Prag           | CZE  | Viertelfinale | Halbfinale    | letzte 16     | 3             |
| HUN     | Jugend-Europameisterschaft  | 2004 | Budapest       | HUN  |               | Halbfinale    | Gold          | 2             |
| HUN     | Schüler-Europameisterschaft | 2003 | Novi Sad       | SRB  | Gold          |               |               | 2             |
| HUN     | Jugend TOP 10               | 2006 | Podgorica      | MON  | Viertelfinale |               |               |               |
| HUN     | Jugend TOP 10               | 2005 | Malfetta       | ESP  | 3. Platz      |               |               |               |
| HUN     | Jugend TOP 10               | 2004 | Le Creusot     | FRA  | 3. Platz      |               |               |               |